# Zuo Ci
Zuo Ci (6 ; 306), personnage mystique, connu aussi sous le nom de Maître Niao Jiao, est un grand Sorcier Taoïste chinois.
Alors qu'il s'entraînait dans les Montagnes Emai, il reçut un texte magique. Il apparut soudainement devant son ami le sanguinaire Cao Cao, sombre roi du Weï, et le provoqua. Il se moqua ensuite de Cao Cao, qui le fit exécuter, mais il ne mourut pas. Au contraire, il prédit la mort de Cao Cao puis disparut, faisant s'évanouir celui-ci.